# Eilert Pilarm
Eilert Pilarm (ur. 4 kwietnia 1953 w Anundsjö w Szwecji) – pseudonim artystyczny Eilerta Dahlberga, szwedzkiego piosenkarza, naśladowcy Elvisa Presleya.
Swoją twórczość początkowo prezentował na wydawanych własnym staraniem kasetach. W latach 1998–2006 ukazały się płyty CD wydawane w różnych wytwórniach.

## Lista albumów CD[2]
- 1996: Greatest Hits
- 1998: Eilert is Back
- 2000: Eilert Pilarm & Partybandet – Live In Stockholm
- 2001: Eilerts Jul
- 2003: Eilert Forever
- 2006: Best of Elvis

W Polsce jego utwory prezentował na antenie Programu III Polskiego Radia Wojciech Mann w swoich piątkowych, porannych audycjach Zapraszamy do Trójki.